# Zapovednik Koerilski
Zapovednik Koerilski (Russisch: Курильский государственный природный заповедник) is een strikt natuurreservaat gelegen in het zuiden van de Koerilen en behoort tot de oblast Sachalin van Rusland. De zapovednik bestaat uit drie clusters. Twee hiervan liggen op het eiland Koenasjir en een ander omvat enkele kleine eilanden behorend tot de Kleine Koerilen. De oprichting tot zapovednik vond plaats op 10 februari 1984, per decreet (№ 47/1984) van de Raad van Ministers van de Russische SFSR en heeft een oppervlakte van 653,65 km². Ook werd er een bufferzone van 734,75 km² ingesteld.

## Deelgebieden
Zapovednik Koerilski bestaat uit drie clusters:
- Tjatinski (498,99 km²) - Gelegen in het noordelijke deel van het eiland Koenasjir.
- Alechinski (153,66 km²) - Gelegen in het zuidelijke deel van het eiland Koenasjir.
- Malye Koerily (1 km²) - Omvat de eilandengroepen Demin en Oskolki, behorend tot de Kleine Koerilen.

## Flora
In Zapovednik Koerilski zijn 1.072 vaatplanten, 519 mossen en 310 korstmossen vastgesteld. Het eiland Koenasjir vormt de noordgrens van tien plantensoorten die alleen in Oost-Azië voorkomen, zoals de Japanse esdoorn (Acer japonicum). Andere hier voorkomende soorten, die zeldzaam zijn in Rusland of slechts lokaal voorkomen, zijn bijvoorbeeld de Japanse keizereik (Quercus dentata), Japanse lijsterbes (Sorbus commixta), mini-kiwi (Actinidia arguta), grootbladige berk (Betula maximowicziana), stekelboom (Kalopanax septemlobus), geurige magnolia (Magnolia obovata), kapjesorchis (Neottianthe cucullata) en Japanse iris (Iris ensata). Circa 80% van het reservaat is bebost, waarbij de jezospar (Picea jezoensis), Sachalin-zilverspar (Abies sachalinensis) en goudberk (Betula ermanii) tot enkele van de belangrijkste bosvormende soorten behoren.

## Fauna
De grootste vertegenwoordiger binnen de zoogdieren is de bruine beer (Ursus arctos), die met ca. 200 exemplaren op het eiland Koenasjir aanwezig is. Andere zoogdieren op Koenasjir zijn de Siberische grondeekhoorn (Tamias sciurus), sabelmarter (Martes zibellina) en wezel (Mustela nivalis). Daarnaast zijn er ca. 1.900 gewone zeehonden (Phoca vitulina stejnegeri), ca. 2.700 larghazeehonden (Phoca largha) en ongeveer 200 stellerzeeleeuwen (Eumetopias jubatus) aanwezig. Gewone zeehonden en larghazeehonden vormen gemengde kolonies en kunnen vredig naast elkaar leven. Ook leven er zeeotters (Enhydra lutris) langs de kust.
Zapovednik Koerilski is rijk aan vogels. Er zijn maar liefst 284 soorten vastgesteld. In laaglandbossen broeden onder andere soorten als Japanse roodborst (Erithacus akahige), bonte mees (Sittiparus varius), kizukispecht (Dendrocopos kizuki) en houtsnip (Scolopax rusticola) en ook broedt een zeevogel, de Aziatische marmeralk (Brachyramphus perdix) in de bossen. Langs de kust broeden andere zeevogels, zoals de neushoornalk (Cerorhinca monocerata) en kuifpapegaaiduiker (Fratercula cirrhata). 's Winters zijn er bovendien honderden wilde zwanen (Cygnus cygnus) en vele zeearenden (Haliaeetus albicilla) en Stellers zeearenden (Haliaeetus pelagicus) aan te treffen. Andere opmerkelijke vogelsoorten zijn de Chinese reuzenijsvogel (Megaceryle lugubris), Japanse snip (Gallinago hardwickii) en buffelkopklauwier (Lanius bucephalus).
Enkele zeldzame vissoorten in Koerilski zijn de rode zalm (Oncorhynchus nerka), Japanse zalm (Oncorhynchus masou) en sachalintaimen (Hucho perryi). Algemener zijn echter de roze zalm (Oncorhynchus gorbuscha) en chumzalm (Oncorhynchus keta).